# كرازة

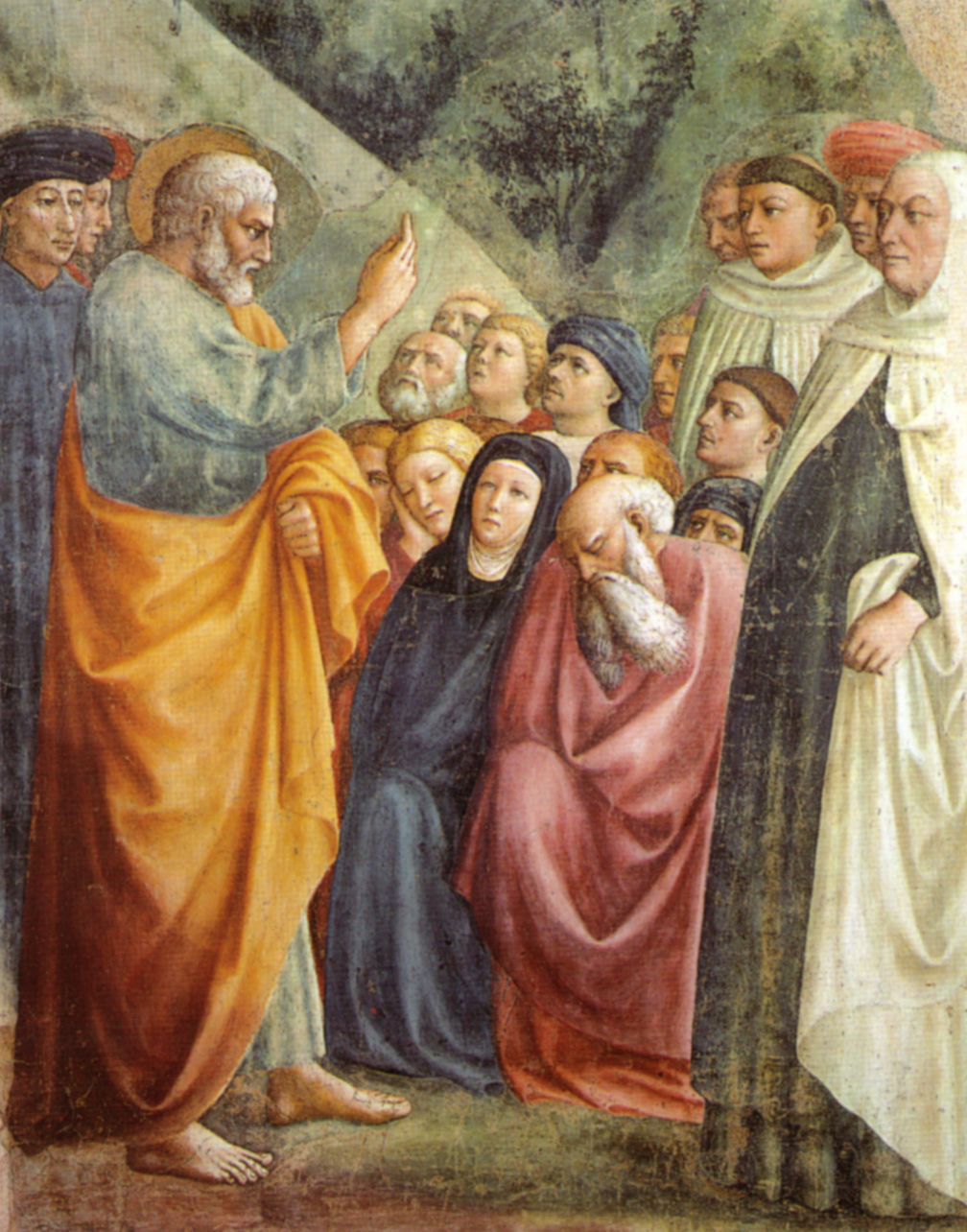

كرازة أو بشارة (بالإغريقية: كِريغما κήρυγμα) تعني في المسيحية الجهر بالايمان والتبشير به، والوعظ. المصطلح مبني على تعبير من العهد الجديد. هناك جملة من الكلمات أول ما ترد في رسائل بولس وفي إنجيل مرقس. إذ يستخدم كلا المؤلفين هذه الكلمة لتعني إعلان البشارة. الكرازة، الموجهة للعالم كله، تتكون من «إعلان صلب وقيامة يسوع». إلا أن اختزال الكرازة إلى نقل المعتقدات لا يفي المصطلح حقه.. إنها «ا [...] كلمة ينفتح فيها طريق عدل الله الخلاصي». هذا الطابع الشخصي للكرازة واضح أيضًا في صيغة «إعلان المسيح» بدلاً من النسخة التقليدية «إعلان الإنجيل»   

## التصنيف المنهجي
العناصر التالية أساسية لتوصيف الكرازة: الأصل، والنقال، والمحتوى، والشكل، والمتلقي. أصل الكرازة هو الله أو الخلاص الرباني من خلال يسوع المسيح. في نقل الإنجيل إلى الكنيسة، يتجدد عمل الخلاص هذا. المحتوى هو «التواصل الذاتي لله»، مما يعني تجسد الوغوس، يسوع المسيح. وبالتالي فإن المحتوى حاسم بالنسبة للشكل. من خلال عمل الروح القدس، يُنشر الإعلان لأولئك الذين يقبلونه بالإيمان. للشكل «سمة أدائية: كونه» ذاكرة خطرة «(Anamnese) يتسبب في» دمج الأفق «بين» الخلاص «الذي صار حقيقيًا بالمسيح و» ما ليس بعد من «المشاركة الشخصية في هبة الله». بالنهاية، المتلقي هو الشخص الذي يجب أن يعطي الإجابة على الإعلان وصلته بحياته الخاصة. جميع العناصر هي جزء من ديناميكية الكرازة.
وفقا لمختلف اللاهوتيين في القرن العشرين، فإن انفصال المعتقدات والحقائق عن المستوى الشخصي، تجمد البشارة. لذلك دعا يوسف أندرياس يونغمان وكارل بارث وهوغو رانر وآخرون إلى إعطاء الكرازة الأسبقية على العقيدة واللاهوت. تُعرف سلسلة الإعلان هذه بالمعنى الحواري باللاهوت الكرازي. حياة المتلقي لها الأولوية التي تعمل فيها الكرازة. يجب أن يتكيف مضمون الإعلان مع «الأوقات والأماكن المختلفة للوساطة» حتى تكون فعالة.
بهذا المعنى، يستخدم مصطلح الكرازة في الإرشاد الرسولي فرح الإنجيل (Evangelii gaudium) من قبل البابا فرنسيس. ليست معرفة الإيمان الراسخة أساسية، بل هي التعميق المستمر للكرازة، التي تكرر «محبة الله الفدائية». لهذا السبب دُعي واعظ الرسالة للعيش «التقارب، والرغبة في الدخول في حوار، والصبر، والمجاملة الحارة التي لا تدين». الإعلان ليس فقط مهمة مفوض الكنيسة، بل لكل المسيحيين.

## الكرازة عند بولتمان
في لاهوت رودولف بولتمان، الذي يهدف إلى تزع الأسطرة عن العهد الجديد، يُنظر إلى يسوع المسيح الكرازي، على النقيض من يسوع الناصري التاريخي. لا يستخدم مصطلح الكرازة بهذا المعنى في العهد الجديد.

## هوامش
1. ↑  رسالة بولس الرسول الاولى الى اهل كورنثوس. اصحاح 1 الآية 12
2. ↑  رسالة بولس الرسول الى اهل فيلبي. اصحاح 1. الآية 15
3. ↑  سفر اعمال الرسل. اصحاح 8. الآية 5
4. ↑  Papst Franziskus: Evangelii Gaudium (= Verlautbarungen des Apostolischen Stuhls, Nr. 194), herausgegeben vom Sekretariat der Deutschen Bischofskonferenz, Bonn 2013, Nr. 165.